# Volleyball-Club Olympia '93 Berlin 2015-2016 (femminile)
Questa voce raccoglie le informazioni riguardanti il Volleyball-Club Olympia '93 Berlin nelle competizioni ufficiali della stagione 2015-2016.

## Organigramma societario
Area direttiva
- Presidente: Jörg Papenheim

Area tecnica
- Allenatore: Jan Lindenmair, Sebastian Reinhardt, Jens Tietböhl
- Allenatore in seconda: Söhnke Hinz
- Scout man: Christian Knospe

Area sanitaria
- Fisioterapista: Philipp Dreblow, Peter Lassek, Stefanie Papke

## Rosa
| N° | Nome              | Ruolo | Data di nascita   | Nazionalità sportiva |
| -- | ----------------- | ----- | ----------------- | -------------------- |
| 1  | Vanessa Agbortabi | S     | 4 dicembre 1998   | Germania             |
| 2  | Josephine Suhr    | S     | 20 marzo 1997     | Germania             |
| 3  | Paula Morgenroth  | L     | 7 aprile 1999     | Germania             |
| 4  | Sophie Dreblow    | L     | 9 luglio 1998     | Germania             |
| 5  | Maike Herzog      | C     | 10 dicembre 1999  | Germania             |
| 6  | Pauline Kunkler   | C     | 30 settembre 1997 | Germania             |
| 8  | Kimberly Drewniok | S/O   | 11 agosto 1997    | Germania             |
| 9  | Aisha Skinner     | S     | 16 aprile 1999    | Germania             |
| 10 | Lisa Senger       | P     | 6 luglio 1998     | Germania             |
| 11 | Merle Weidt       | C     | 20 luglio 1999    | Germania             |
| 13 | Catharina Wiesner | C     | 11 agosto 1998    | Germania             |
| 14 | Natalie Sabrowske | S/O   | 17 ottobre 1998   | Germania             |
| 15 | Pia Kästner       | P     | 29 giugno 1998    | Germania             |
| 16 | Sindy Lenz        | S     | 3 ottobre 1998    | Germania             |